# Неосхоластика
Неосхола́стика — (греч. νέος — «новый», σχολαστικός — «учёный, школьный») собирательное понятие, объединяющее различные течения католической философии, стремящиеся к реставрации средневековой схоластики. Возникла в начале XIX века, получила особое развитие с конца XIX века, когда главным течением неосхоластики стал неотомизм. Ряд школ пытается синтезировать томизм с новейшими идеалистическими течениями (лувенская школа в Бельгии, пуллахская школа в Германии).

## Происхождение

### Вторая схоластика
Основная статья: Вторая схоластика
Схоластика, господствовавшая в Средневековье и достигшая своего пика в трудах Фомы Аквинского, пришла в упадок с появлением гуманизма в 15-м и 16-м веках, когда в моду вошла гуманистическая философия, основанная на платонизме и материализме. Схоластическая философия, однако, не исчезла полностью.
Движение возрождения томизма началось в XVI веке в рамках Контрреформации и обогатило схоластическую литературу многими выдающимися вкладами, оно получило название вторая схоластика. Первым представителем второй схоластики можно считать Томаса де Вио Каэтана (1469–1534), аугсбургского противника Мартина Лютера на публичных диспутах. Габриэль Васкес (1551–1604), Франсиско Толет (1532–1596), Фонсека (1528–1599) были глубокими мыслителями. Особенно значимую роль сыграл иезуит Франсиско Суарес (1548–1617), который создал свою систему неосхоластики около 1600 года. в Германии наиболее влиятелен был иезуит Грегор Валенсийский (1549-1603).

### Протестантская неосхоластика
Основу протестантской H. составило учение Меланхтона. Позднее она была развита в учениях Гоклениуса, Иоганна Клауберга и «протестантского Суареса» — Христофа Шейблера (1589—1653), оказавшего влияние на формирование философии Христиана Вольфа.

### Неосхоластика
В середине 19-го века интерес к схоластической методологии и мышлению снова начал расти, в значительной степени в ответ на философский и религиозный модернизм, вдохновленный такими мыслителями, как Декарт, Кант и Гегель, чьи учения воспринимались как существенно враждебные католической доктрине. После того, как модернизм было осуждён Римом в 1907 году как "сумма всех ересей", началась католическая реакция.
Непосредственным инициатором неосхоластического движения в Италии был Гаэтано Сансеверино (1811–1865), который преподавал в Риме и  был весьма  влиятельной фигурой в деле защиты старой догуманистической теологии и философии. Он утверждал, что теология, основанная на пост-декартовой философии, подрывает католическую доктрину и утверждал, что аристотелевский метод Аквинского был той теологией, в которой сейчас нуждалась Церковь. Многочисленные работы были созданы иезуитом Джованни Марией Корнольди (1822–92), Джузеппе Печчи, Томмазо Мария Зильяра (1833–93), Сатолли (1839–1909), Либераторе (1810–92), Барберис (1847–96), Шиффини (1841–1906), де Мария, Таламо, Лоренцелли, Баллерини, Матусси и другие. Итальянские мыслители делали особый акцент на метафизических особенностях схоластики, а не на эмпирических науках или истории философии.
Папская поддержка неосхоластики началась при папе Пие IX, который признавал важность движения в различных письмах. Догмат Непорочного Зачатия (1854), энциклика Syllabus errorum (1864) и провозглашение папской непогрешимости (1870) - все это предвещало отход от модернистских форм богословской мысли.
Самый важный момент для распространения неосхоластики имел место при Папе Римским Льве XIII в энциклике «Aeterni Patris» опубликованной 4 августа 1879. В энциклике содержался призыв к «восстановлению христианской философии в соответствии с духом св. Фомы Аквинского». С этого момента отсчитывают историю неотомизма в узком смысле этого термина.

## Принципы
Неосхоласты исходили из следующих общих принципов:
1. Бог, понимаемый как чистый акт (actus purus) и абсолютное совершенство, принципиально отличается от каждой конечной вещи. Он один может создавать и сохранять все существа, кроме Себя. Его бесконечное знание включает в себя все, что было, есть или будет, а также все, что возможно.
2.  Что касается нашего знания о материальном мире: всё, что существует, само по себе является уникальными индивидуальными субстанциями. К ядру самоподдерживающейся реальности, например, в дубе, добавляются другие, случайные моменты  - размер, форма, шероховатость и так далее. Все дубы одинаковы, идентичны по основным составляющим элементам. Учитывая это сходство и даже идентичность, наш человеческий разум группирует их в один вид. Таково аристотелевское решение проблемы универсалий. Каждая сущность по своей природе фиксирована и определены; и нет ничего дальше от духа схоластики, чем теория эволюции, которая рассматривает самую сущность живых организмов как продукт изменений.
Тем не менее, некоторые изменения возможны. Отдельный дуб проходит через процесс роста, становления: то, что на самом деле в нем сейчас, потенциально было в нем с самого начала. Его жизненные функции продолжаются непрерывно (случайные изменения); но само дерево умрет, и из его распавшегося ствола выйдут другие вещества (существенное изменение). Теория материи и формы - это просто интерпретация существенных изменений, которые претерпевают тела. Союз материи и формы составляет сущность конкретного существа, и эта сущность наделена существованием. Действия бесчисленных существ и сущностей Вселенной не бессмысленные, а ведут к цели, известной Богу.
3. Человек, будучи соединением тела (материи) и души (формы), порождает действия более высокого порядка - знание и волю. Своими чувствами он воспринимает конкретные объекты, например, этот дуб; через свой интеллект он знает абстрактное и универсальное (дуб). Вся наша интеллектуальная деятельность опирается на чувства, но посредством активного интеллекта (intellectus agens) мы формируем абстрактное представление о чувственном объекте. Из этого следует нематериальность идей, а также и самой души - на чём основано представление о её бессмертии.